# Anapisa chrysopyga
Anapisa chrysopyga là một loài bướm đêm thuộc phân họ Arctiinae, họ Erebidae.